# Elvir Krehmić
Elvir Krehmić (ur. 27 kwietnia 1973) – bośniacki lekkoatleta specjalizujący się w skoku wzwyż
Uczestnik igrzysk olimpijskich w Sydney (2000) gdzie z wynikiem 2,24 nie awansował do finału. Trzykrotnie brał udział w mistrzostwach świata na stadionie – Ateny 1997, Sewilla 1999 oraz Edmonton 2001. W żadnym z występów nie udało mu się awansować do finału. Dwa razy reprezentował swój kraj w halowych mistrzostwach świata - Paryż 1997 (nie awansował do finału) oraz Maebashi 1999 (9. miejsce w finale z wynikiem 2,25). W 1998 bez powodzenia startował w mistrzostwach Europy. W roku 2002 nie awansował do finału halowych mistrzostw Europy w Wiedniu. Brązowy medalista igrzysk śródziemnomorskich w 2001 roku z wynikiem 2,19. Reprezentant kraju w zawodach pucharu Europy. Rekord życiowy: w hali - 2,29 (13 lutego 1999, Pireus); na stadionie - 2,31 (7 lipca 1998, Zagrzeb). Oba te wyniki są rekordami Bośni i Hercegowiny.